# 州間高速道路70号線
州間高速道路70号線 (しゅうかんこうそくどうろ70ごうせん, 英語: Interstate 70, I-70) はアメリカ国内を東西に横断する主要な高速道路の1つである。ユタ州コブフォート付近の州間高速道路15号線からメリーランド州ボルチモア付近の695号線(I-695)までをつないでいる。70号線(I-70)はロッキー山脈の西側については複数のルートが元になっているが、東から先はほぼ国道40号線（US 40、旧国道）のルートと重なっている。この道路はデンバー、カンザスシティ、セントルイス、インディアナポリス、コロンバス、ピッツバーグ、ボルチモアなど、アメリカ国内でも主要な大都市を通過したり近接して走っている。
ミズーリ州とカンザス州を通る区間は、アメリカで最初に敷設された州間道路だと言われている。アメリカ連邦高速道路局によれば、1992年に完成したグレンウッドキャニオンを通過する区間が、当初の計画通りであれば、自由に通行できる州間高速道路という仕組みにおける最後の１ピースであった。
コロラド州とユタ州におけるI-70の建設は、技術的には驚くべきものがあった。このルートはアイゼンハワー・トンネルを抜けてグレンウッドキャニオンを通過し、サン・ラファエル・スウェルという渓谷を越えているからである。アイゼンハワー・トンネルは州間高速道路において最も高いところにあり、標高は3,401メートルに及ぶ。